# Ternitz
Ternitz osztrák város Alsó-Ausztria Neunkircheni járásában. 2019 januárjában 14 606 lakosa volt.

## Elhelyezkedése

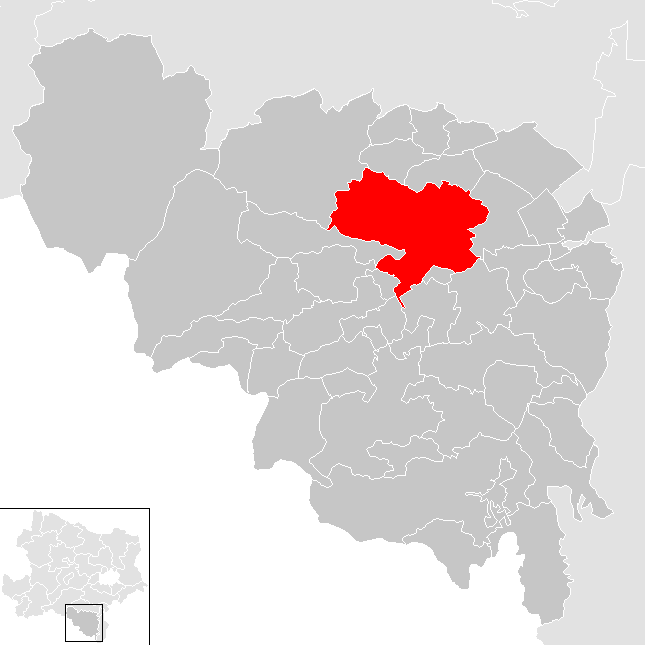
Ternitz a Neunkircheni járásban

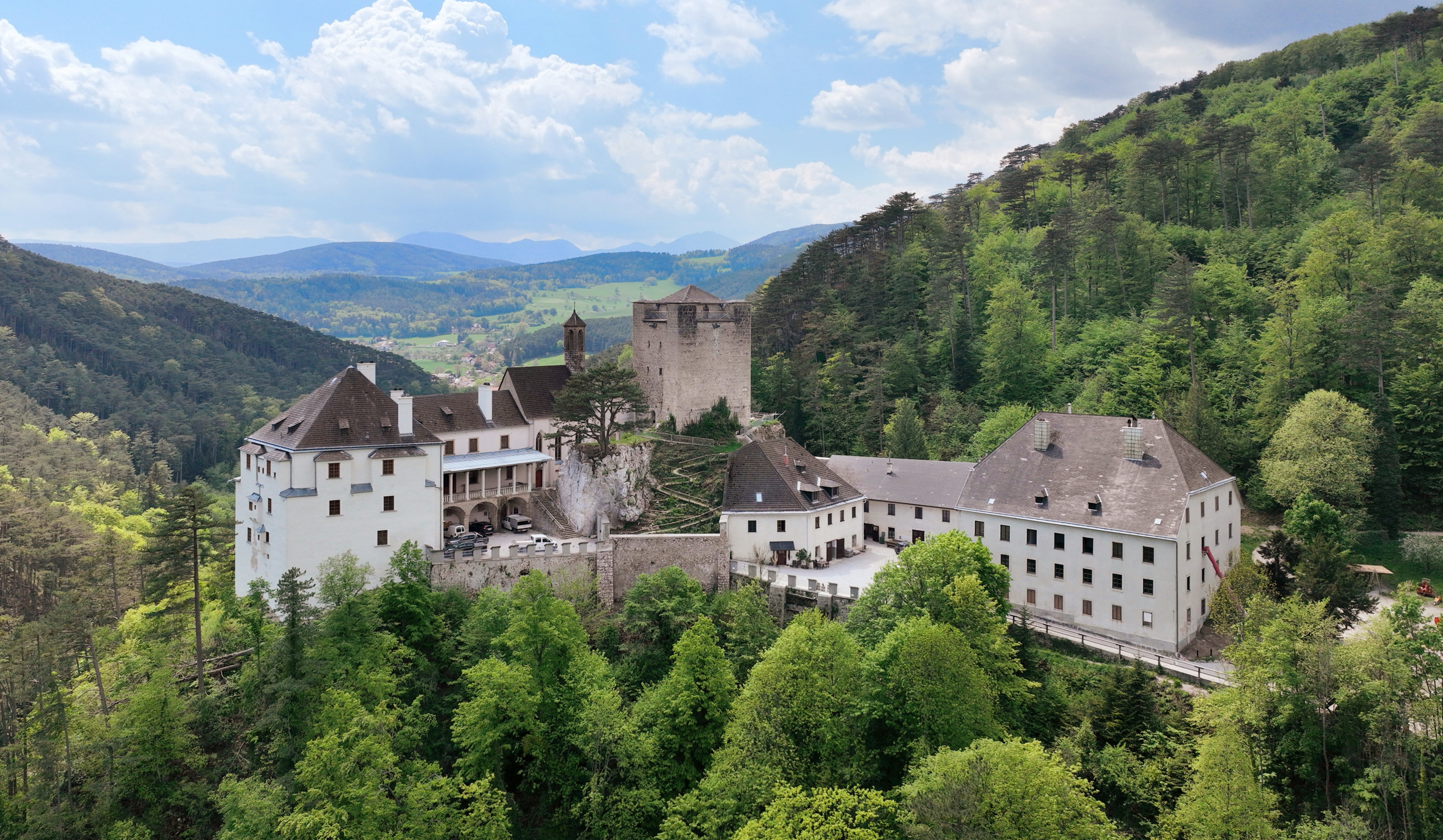
Stixenstein vára

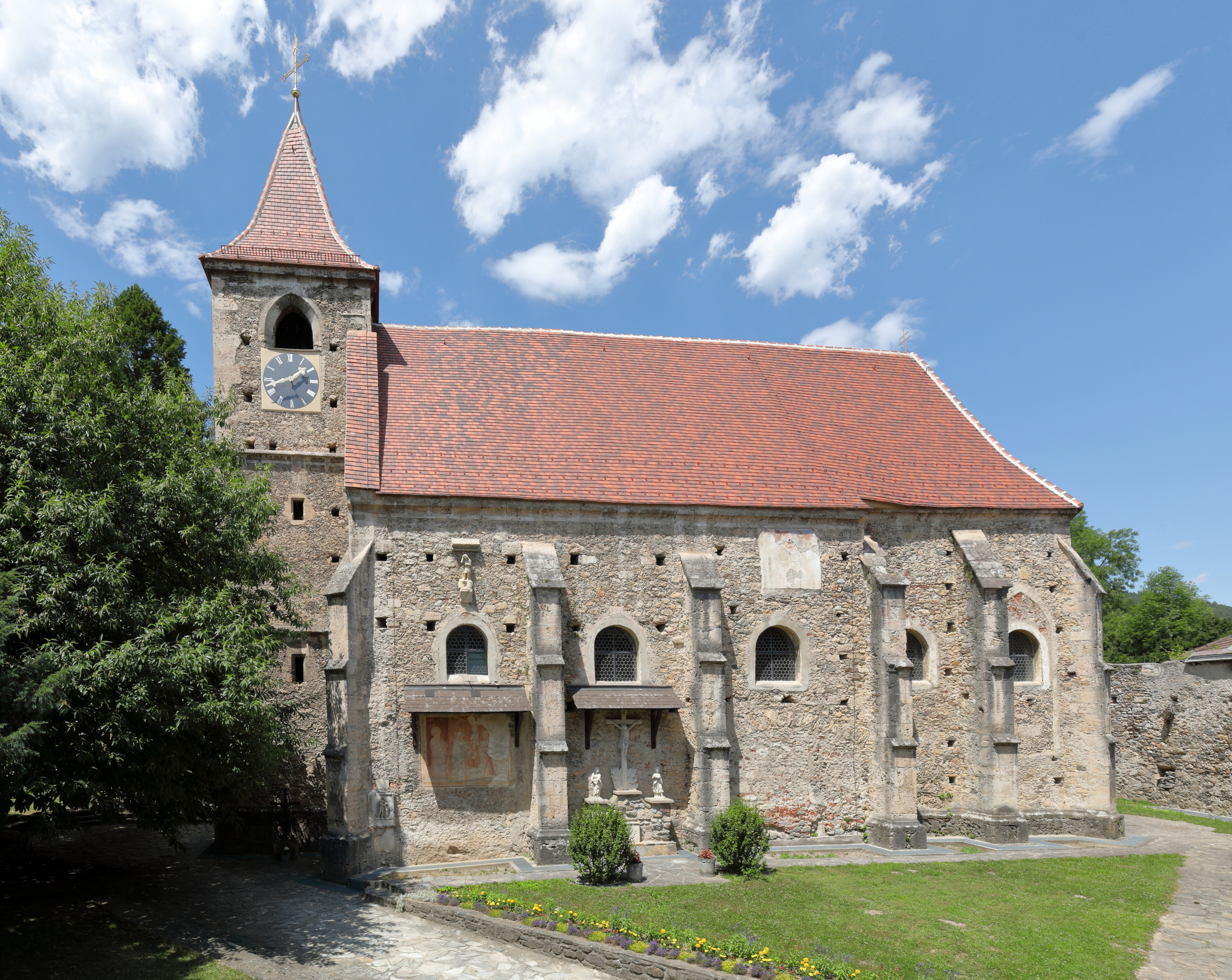
A pottschachi Szt. Dénes-templom

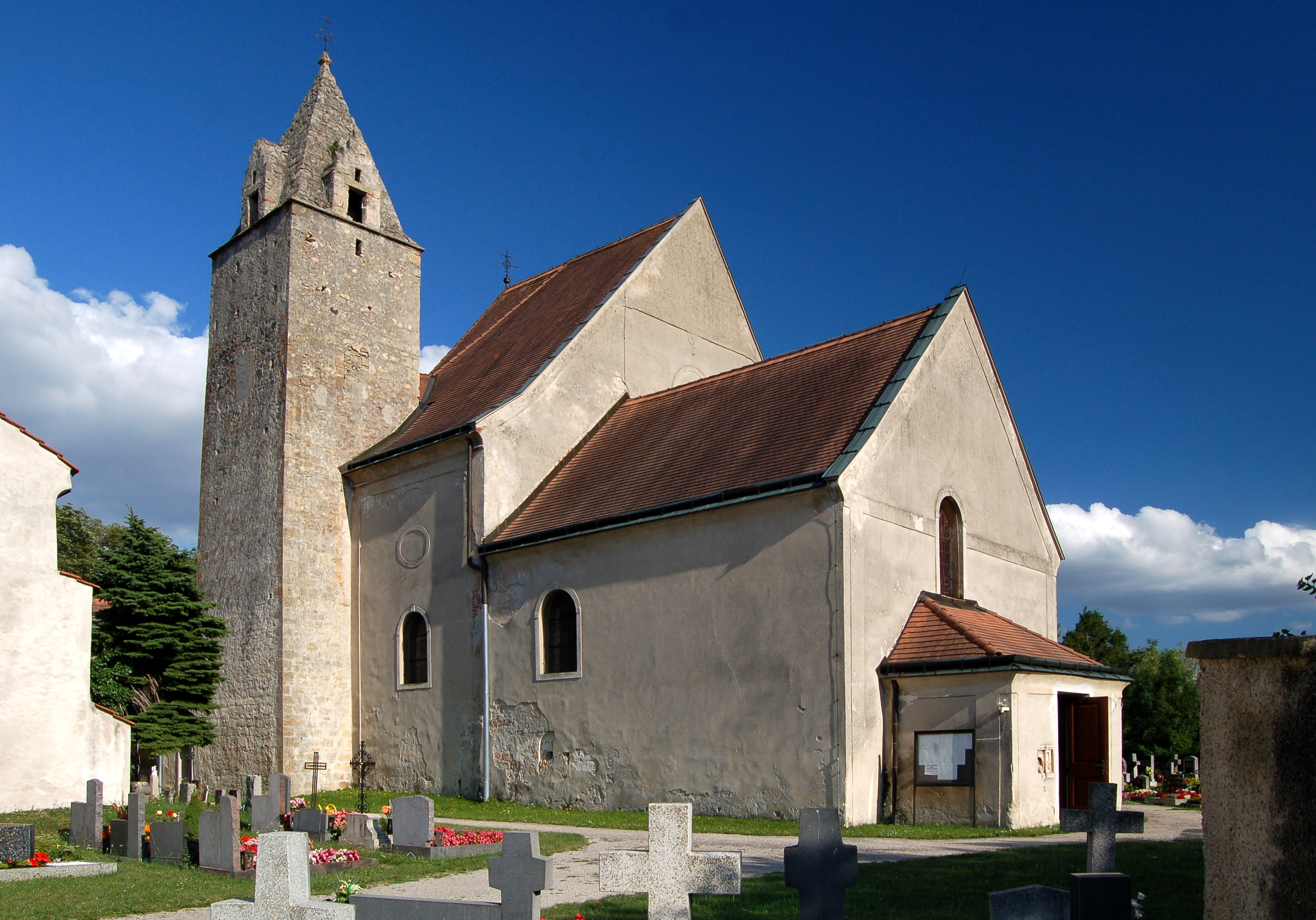
A St. Lorenzen-i Szt. Lőrinc-templom

Ternitz Alsó-Ausztria déli régiójában, az ún. Iparnegyedben (Industrieviertel) fekszik, a Schwarza folyó mentén, a Bucklige Welt dombvidékének északi peremén. Legmagasabb pontja 898 méteres Gösing. Teljes területe 65,38 km², amelynek 56,6%-a erdő, 29,1%-a pedig mezőgazdaságilag hasznosított szántóföld vagy legelő. Az épületek és utak csak 9%-ot foglalnak el. A városi önkormányzat 13 városrészt és falut egyesít: Flatz (289 lakos 2019-ben), Gadenweith (15), Gutenmann (7), Holzweg (28), Pottschach (4 825), Putzmannsdorf (932), Raglitz (595), Reith (40), St. Lorenzen am Steinfelde (65), Sieding (373), Stixenstein (23) és Thann (70). Magának Ternitznek 7 344 lakosa van.
A környező önkormányzatok: északra Schrattenbach, északkeletre Würflach, keletre Neunkirchen, délkeletre Wartmannstetten és Wimpassing im Schwarzatale, délre Grafenbach-Sankt Valentin, délnyugatra Buchbach és Enzenreith, keletre Prigglitz és Bürg-Vöstenhof, északnyugatra Puchberg am Schneeberg.

## Története
Ternitz nevét először 1352-ben említik egy oklevélben, amelyben St. Lorenzen telkeit sorolják fel. A mai Ternitz helye a középkorban sűrűn lakott lehetett, de az újkorra nagyrészt elnéptelenedett. Jelentős növekedés a 19. század közepétől indult meg, amikor 1842-ben megépült a déli vasútvonal (Ternitz állomás 1847-től létezik), 1846-ban pedig Franz Müller egy vasüzemet létesített. Ezt 1862-ben Alexander von Schoeller vásárolta meg és négy évvel később létrehozta a Schoeller-Bleckmann acélművet. Ennek eredményeképpen a környék lakossága gyors gyarapodásnak indult.
St. Johann am Steinfeld, Dunkelstein és Rohrbach am Steinfeld 1923-ban egyesült és létrejött a ternitzi önkormányzat. 1948-ban városi rangra emelték. 1969-ben Flatz és Sieding, 1974-ben pedig Pottschach és Raglitz falvakat is hozzákapcsolták.

## Lakosság
A ternitzi önkormányzat területén 2019 januárjában 14 606 fő élt. A lakosságszám a csúcspontját 1971-ben érte el 16 515 fővel, azóta csökkenő tendenciát mutat. 2017-ben a helybeliek 89,3%-a volt osztrák állampolgár; a külföldiek közül 1% a régi (2004 előtti), 3% az új EU-tagállamokból érkezett. 4,9% a volt Jugoszlávia (Szlovénia és Horvátország nélkül) vagy Törökország, 1,8% egyéb országok polgára volt. 2001-ben a lakosok 62,6%-a római katolikusnak, 4,6% evangélikusnak, 9,4% mohamedánnak, 20,5% pedig felekezeten kívülinek vallotta magát. Ugyanekkor 99 magyar élt a városban; a német mellett (87,3%) a legnagyobb nemzetiségi csoportot a törökök alkották 7,4%-kal. 

## Látnivalók
- Stixenstein vára. A 12. században épült vár Bécs városának tulajdona és részlegesen látogatható. A várban színdarabokat, koncerteket, kiállításokat is rendeznek.
- Dunkelsteini várrom
- Dunkelstein-Blindendorfi templom
- a modern stílusban, 1959-ben épült plébániatemplom
- a késő gótikus, barokk belsejű Keresztelő Szt. János templom St.Johann am Steinfeldében
- Acélváros-múzeum (Stahlstadtmuseum), ipartörténeti kiállítás
- a Sierningtal-Flatzerwand Naturpark természetvédelmi terület

## Gazdaság
2001-ben 168 mezőgazdasági és 484 egyéb munkaadó volt a városban. A munkavállalók száma 6383 volt. A legnagyobb munkaadók a Schoeller-Bleckmann acélművek utódvállalatai: a Schoeller-Bleckmann Oilfield (SBO) 435 főt foglalkoztat, a Schoeller-Bleckmann Edelstahlrohr GmbH (SBER) pedig 584 főt.

## Fordítás
- Ez a szócikk részben vagy egészben  a   Ternitz című német Wikipédia-szócikk ezen változatának fordításán alapul.  Az eredeti cikk szerkesztőit annak laptörténete sorolja fel. Ez a jelzés csupán a megfogalmazás eredetét és a szerzői jogokat jelzi, nem szolgál a cikkben szereplő információk forrásmegjelöléseként.